# Kalix sjukstuga
Kalix sjukstuga var en mindre, kommunal eller enskild inrättning för sluten men mindre krävande sjukvård, ursprungligen avsedd för mindre bemedlade patienter. Huset var ursprungligen ett bostadshus skänkt till Nederkalix socken år 1885 av träpatronen Johan August Bergman. Sjukstugan var i bruk fram tills december 1923 då Kalix dåvarande epidemisjukhus togs i bruk. Det blev sedan ett kapell i byn Ryssbält år 1954. På den platsen där sjukstugan stod i centrala Kalix finns det nu 2 hyreshus uppförda 2018.

## Bevarande av huset
Huset finns kvar än idag (2020-talet). Efter att Kalix sjukhus byggdes 1923 blev huset överflödigt. På 1950-talet i byn Ryssbält hade EFS-anhängarna tidigare delat lokal med Missionsförbundet, som av okänd anledning hade fått äganderätten till byns bönhus. De fick nu betala hyra för att nyttja lokalen eller hålla till i hemmen och man ville nu ha en egen lokal. EFS i Ryssbält fick nu ett erbjudande om att överta huset mot att de rev ned det och fraktade det till byn. Byborna i Ryssbält hjälpte sedan åt att riva ner och frakta huset till byn för att sedan bygga upp det igen. Det material som fattades skänktes av bybor, och nyåret 1954 hölls invigningen av kyrkoherden Johannes Nordgren. I kapellet hölls bland annat gudstjänster, söndagsskola, juniormöten, symöten med mer.